# Technologic
Technologic è un brano musicale del gruppo di musica elettronica francese Daft Punk pubblicato il 14 giugno 2005.

## Il brano
Il brano è stato scritto dai componenti del duo Thomas Bangalter e Guy-Manuel de Homem-Christo e rappresenta il secondo singolo estratto dal terzo album in studio del duo, ossia Human After All. Il brano è stato pubblicato nei formati CD, 12" e digitale.

## Il video
Il video, diretto dagli stessi Daft Punk, vede protagonista un robot mentre le parole del testo compaiono su un grande monitor. Il colore dominante nel video è il rosso.

## Tracce
- CD single #1

1. Technologic (radio edit)
2. Technologic (Basement Jaxx Kontrol Mixx)

- CD single #2

1. Technologic
2. Technologic (Vitalic remix)
3. Technologic (Peaches No Logic remix)
4. Technologic (video)

- 12" maxi single

1. Technologic — 4:43
2. Technologic (Peaches No Logic remix) — 4:35
3. Technologic (Vitalic remix) — 5:24
4. Technologic (Basement Jaxx Kontrol Mixx) — 5:29

## Nella cultura di massa
La canzone Technologic, in Italia, è nota per essere stata utilizzata come sottofondo musicale della pubblicità dell'Alfa Romeo MiTo.